# ويليام دوين
ويليام دوين (بالإنجليزية: William Duane) هو عالم نووي وفيزيائي أمريكي، ولد في 17 فبراير 1872 في فيلادلفيا في الولايات المتحدة، وتوفي في 7 مارس 1935 في الولايات المتحدة.